# Картофельный бунт в Амстердаме
Картофельные беспорядки в июне-июле 1917 года — народный бунт в столице Нидерландов Амстердаме, вызванный нехваткой продовольствия в Нидерландах во время Первой мировой войны.

## История
В начале 20-го века еда была относительно доступной для рабочего класса, однако ситуация стала меняться в худшую сторону ближе к концу Первой мировой войны. Нидерланды были нейтральной страной, но испытывали постоянные материальные затруднения: импорт и экспорт товаров были затруднены из-за опасности транспортировки по морю и по суше, где шла война. Хлеб и другие продукты были нормированы, возникли суповые кухни. В январе 1917 года были установлены нормы для хлеба.
28 июня 1917 года, когда страна испытывала дефицит картофеля, в окрестностях Амстердама распространился слух, что в Принсенграхте есть корабль с картофелем, предназначенным для армии. Чтобы прокормить свои семьи, работницы Восточных островов и Района царя Петра проникли на корабль и разграбили его. Как утверждал советник Йозефус Йитта, рабочие не испытывали нехватки продовольствия, поскольку имели дополнительный рацион риса.

### Кровавые беспорядки
В первую неделю июля того же года беспорядки усилились, и в них приняли участие рабочие. Склады и магазины были разграблены. Полиция была бессильна, поэтому была привлечена армия. Восстание завершилось столкновениями 5 июля 1917 года, в котором солдаты открыли огонь боевыми патронами по толпе, которая собралась у Харлеммерплейн. Восстание было подавлено ценой следующих жертв: 9 погибших и 114 раненых.

## Недостаток продовольствия после 1917 года
Продовольственная ситуация ещё больше ухудшилась в последний год войны 1918 года. Многие люди жили на грани голода, а безработица выросла. Эпидемия испанского гриппа поразила и убила тысячи людей, ослабленных голодом. Перемирие 11 ноября 1918 года произошло в самый подходящий момент для Нидерландов — оно предотвратило ещё одну зиму голода и холода, а также надвигающуюся революцию.